# Municipio de Cuapiaxtla
El municipio de Cuapiaxtla es uno de los 60 municipios en que se divide para su régimen interior el estado mexicano de Tlaxcala. Está situado al oriente del estado y su cabecera es la población de Cuapiaxtla.

## Geografía
El municipio de Cuapiaxtla se encuentra localizado al oriente del territorio estatal, cercano a los límites con el estado de Puebla. Tiene una extensión territorial de 84.517 kilómetros cuadrados, que equivalen al 2.1% del territorio tlaxcalteca y sus coordenadas geográficas extrema son 19°17′ - 19°24′ de latitud norte y 97°41′ - 97°52′ de longitud oeste, su altitud fluctúa entre un máximo de 2 700 y un mínimo de 2 400 metros sobre el nivel del mar.
El territorio limita al norte con el municipio de Atltzayanca, al oeste  con el municipio de Huamantla y al este con el municipio de El Carmen Tequexquitla. Al sur limita con el estado de Puebla, en específico con el municipio de San José Chiapa.

## Demografía
De acuerdo a los resultados del Censo de Población y Vivienda de 2010 realizado por el Instituto Nacional de Estadística y Geografía, la población total de Cuapiaxtla asciende a 13 671 personas; de las que _ son hombres y _ son mujeres.

### Localidades
El municipio incluye en su territorio un total de 37 localidades. Las principales, considerando su población del censo de 2010 son:
| Localidad                  | Población |
| Total Municipio            | 13 671    |
| Cuapiaxtla                 | 8 398     |
| Colonia Ignacio Allende    | 1 693     |
| San Francisco Cuexcontzi   | 1 025     |
| Colonia José María Morelos | 592       |
| Plan de Ayala              | 501       |

## Política
El gobierno de Cuapiaxtla le corresponde a su ayuntamiento, que como en todos los municipios de México, es electo por voto popular, directo y secreto para un periodo de tres años reelegibles para un único periodo consecutivo. Se encuentra integrado por el presidente municipal, un síndico y el cabildo integrado por siete regidores electos por el principio de representación proporcional.

### Representación legislativa
Para la elección de diputados locales al Congreso de Tlaxcala y de diputados federales a la Cámara de Diputados federal, el municipio de Cuapiaxtla se encuentra integrado en los siguientes distritos electorales:
Local:
- Distrito electoral local de 11 de Tlaxcala con cabecera en Huamantla.[4]

Federal:
- Distrito electoral federal 1 de Tlaxcala con cabecera en la Apizaco.[5]